# Pierrette Herzberger-Fofana
Pour les articles homonymes, voir Fofana.
Pierrette Herzberger-Fofana, née le 20 mars 1949 à Bamako (Mali), est une femme politique allemande. Membre de l'Alliance 90 / Les Verts (Die Grünen), elle est députée européenne de 2019 à 2024.

## Biographie
Pierrette Herzberger-Fofana grandit au Sénégal. Elle obtient un diplôme de sociolinguistique allemande à Paris avant de poursuivre ses études à l'université de Trèves. Elle obtient son doctorat à l'université d'Erlangen-Nuremberg avec une thèse consacrée à la littérature féminine en Afrique francophone subsaharienne. 
Elle est élue pour la première fois au conseil municipal d'Erlangen en 2005 avant d'être élue au Parlement européen en 2019.

## Publications
- Écrivains africains et identités culturelles: entretiens, Stauffenburg, 1989,  (ISBN 3-923721-92-7)
- Litterature feminine francophone d'Afrique noire, Editions L'Harmattan, 2001,  (ISBN 978-2738499059)
- Die Nacht des Baobab. Zur Situation der ausländischen Frau am Beispiel von Afrikanerinnen in Deutschland In: Afro-Look: eine Zeitung von schwarzen Deutschen, Band 8, 1992/93, S. 14–15. (1992 Rede zur International Women's Day)
- Berlin 125 Jahre danach: Eine fast vergessene deutsch-afrikanische Geschichte, aa-infohaus, 2010,  (ISBN 978-3200020122).